# 柊城えり
柊城 えり（ひいらぎ えり、8月18日 - ）は、日本の女優、声優。神奈川県出身。

## 出演作品
太字は、主役・メインキャラクター

### 吹き替え
- アニマル・ウォーズ　森林帝国の逆襲（タミー（ブルック・シールズ））
- ウォー・オブ・ザ・ゴッド 〜勇者たちの神話〜（ハル）
- 彼と私と両家の事情（ユー・ハオ）
- 裁判教室（教官）
- ザ・ゲーム（キャロリン（キム・ベイジンガー））
- ザ・ホークス ハワード・ヒューズを売った男（エディス（マーシャ・ゲイ・ハーデン））
- シャレード（レジーナ（オードリー・ヘプバーン））※PDDVD版
- ジョン・マルコヴィッチの レディース・ルーム（ルチア）
- シンパシー・フォー・デリシャス（アリエル（ジュリエット・ルイス））
- スターシップ・ソルジャーズ（ジェネッサ）
- ソリタリー・マン（スーザン）
- 大洪水（ユリア（シルビア・ホークス））
- たった一人のあなたのために（ホープ）
- デス・パズル（ケイト）
- デモンクエスト（レベッカ（クレメンシー・バートン=ヒル））
- ノック・ノック（ニコール）
- ハイウェイ・バスジャック（ケリー）
- パリ20区 僕たちのクラス（ジュリー）
- ハルマゲドン（エリー）
- 風雲 ストームウォリアーズ第二夢（ダイイーモン）
- ヤバい経済学（サドフ）
- ラブ・クライム（リンダ（ミシェル・ファイファー））
- わんぱくバディーズ ダイヤ泥棒をやっつけろ!（リリー（ブリタニー・カラン））
- デアゴスティーニ「名探偵ポワロ」DVDコレクション　
  - ナイルに死す（ロザリー）
  - ABC殺人事件（ミーガン）
  - 青列車の秘密（ミレーユ）
  - アクロイド殺人事件（フォリオット）
  - 葬儀を終えて（ロザムンド）
  - スタイルズ荘の怪事件（レイクス）
  - もの言えぬ証人（テリーザ）
  - 雲をつかむ死（シシリー）
  - ポワロのクリスマス（ステラ）
  - 死との約束（セリア）
  - ホロー荘殺人事件（コリー）
  - マギンティ夫人は死んだ（イヴ）
  - 愛国殺人（グラディス）
  - ひらいたトランプ（ローダ）
  - ゴルフ場殺人事件（レオニー）
  - 満潮に乗って（リン）
  - 白昼の悪魔（アレーナ）
  - 第三の女（クローディア、バタスビー）
  - エッジウェア卿の死（ペニー）
  - 鳩の中の猫（アン）
  - メソポタミアの死（ルイーズ）

### TV
- MUSIC AIR BEAT SELECTION（アシスタント）
- TBS 買い物大図鑑（レポーター）
- TBS 買いテキ!通販ツウ（モデル）
- DATV パラダイス牧場 出演者インタビュー（ナレーション）

### CM
- 日本コムシス（ナレーション）
- モバゲータウン

### ラジオ
- レインボータウンFM 「アイガク」（アシスタントパーソナリティー）

### アニメ
- ファンタジーリカちゃんシリーズ（プリンちゃん、魔女、ナレーション）

### ゲーム
- オンラインゲーム「ブレイブソングオンライン」（エスメラルダ）

### 舞台
- ミュージカル座「タイム・フライズ」川崎美智子役（シアター1010）
- ミュージカル座「赤ひげ」天野ちぐさ役（シアター1010）
- 生命のコンサート音楽劇「赤毛のアン」ダイアナ役 （東京国際フォーラムホールC）
- 東京ドラマポケット「オフィーリアのかけら」（シアターサンモール）

### ナレーション
- もっといきいき わたしたちの介護保険 吹田市
- ユネスコ世界寺子屋運動くるりんぱワークショップチューター養成講座
- FeBeオーディオブック「自分を浄化する方法」
- FeBeオーディオブック「夢を実現した わたしの仕事わたしの方法」
- FeBeオーディオブック「ポチ・たまと読む シリーズ」

### ショー
- 東京コレクション（東京ミッドタウン・ホール Hall B）
- 代官山コレクションDesigners Joint Show（代官山BALL●ROOM）
- 代官山コレクションEVENT SHOW（代官山BALL●ROOM）
- 芸術祭全国大会BEAUTY SHOW（横浜アリーナ）
- ブライダル産業フェア（東京ビッグサイト）
- ピーターグレイ ヘアメイクセミナー
- au soleilショー
- maniac worksショー

### スチール
- 東京ソワール
- アルファピア
- ザイコムジャパン株式会社HP
- 華正楼ウェディングHP